# Beechcraft King Air serie

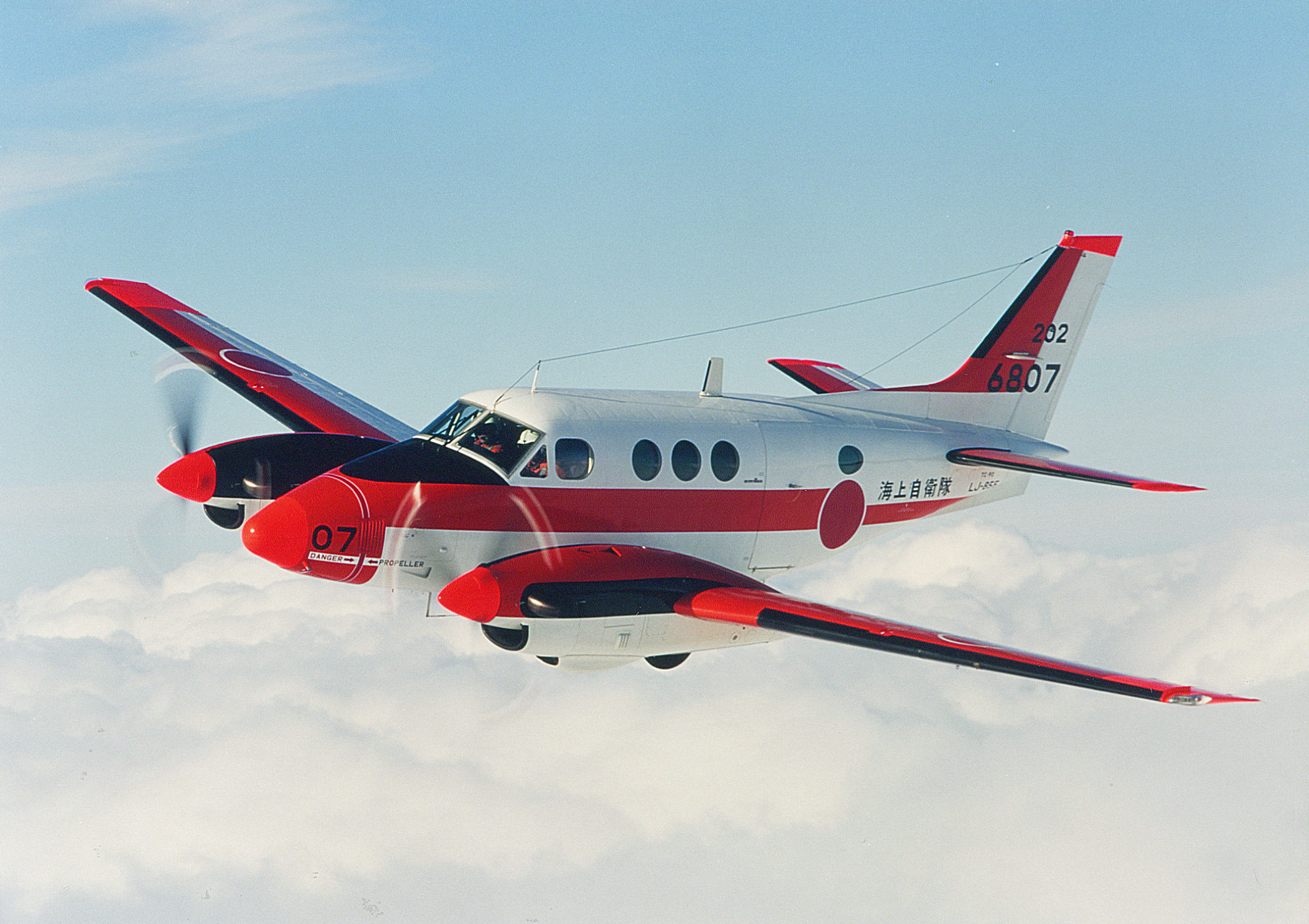
Beechcraft King Air C90

De Beechcraft King Air serie is een familie van  Amerikaanse tweemotorige turboprop laagdekker passagiersvliegtuigen. De King Air maakte zijn eerste vlucht op 9 september 1964. Het toestel is nog steeds in productie, tot nu toe zijn er door de firma Beechcraft totaal (inclusief alle varianten) meer dan 6900 exemplaren van gebouwd. In 1972 kwam de Super King Air op de markt met een grotere spanwijdte en langere romp, duidelijk herkenbaar aan de T-staart. De King Air is in zijn klasse een zeer populair vliegtuig bij zowel civiele als militaire gebruikers.
Het ontwerp van de King Air ontstond in 1963 door de Beechcraft Queen Air uit te rusten met twee Pratt & Whitney turboprop motoren in plaats van zuigermotoren. De King air kan worden geleverd in een versie met en zonder drukcabine, de militaire versies worden meestal geleverd zonder drukcabine. Het toestel is ook geleverd in speciale vrachtversies met een grote laaddeur. 

## King Air  model 90

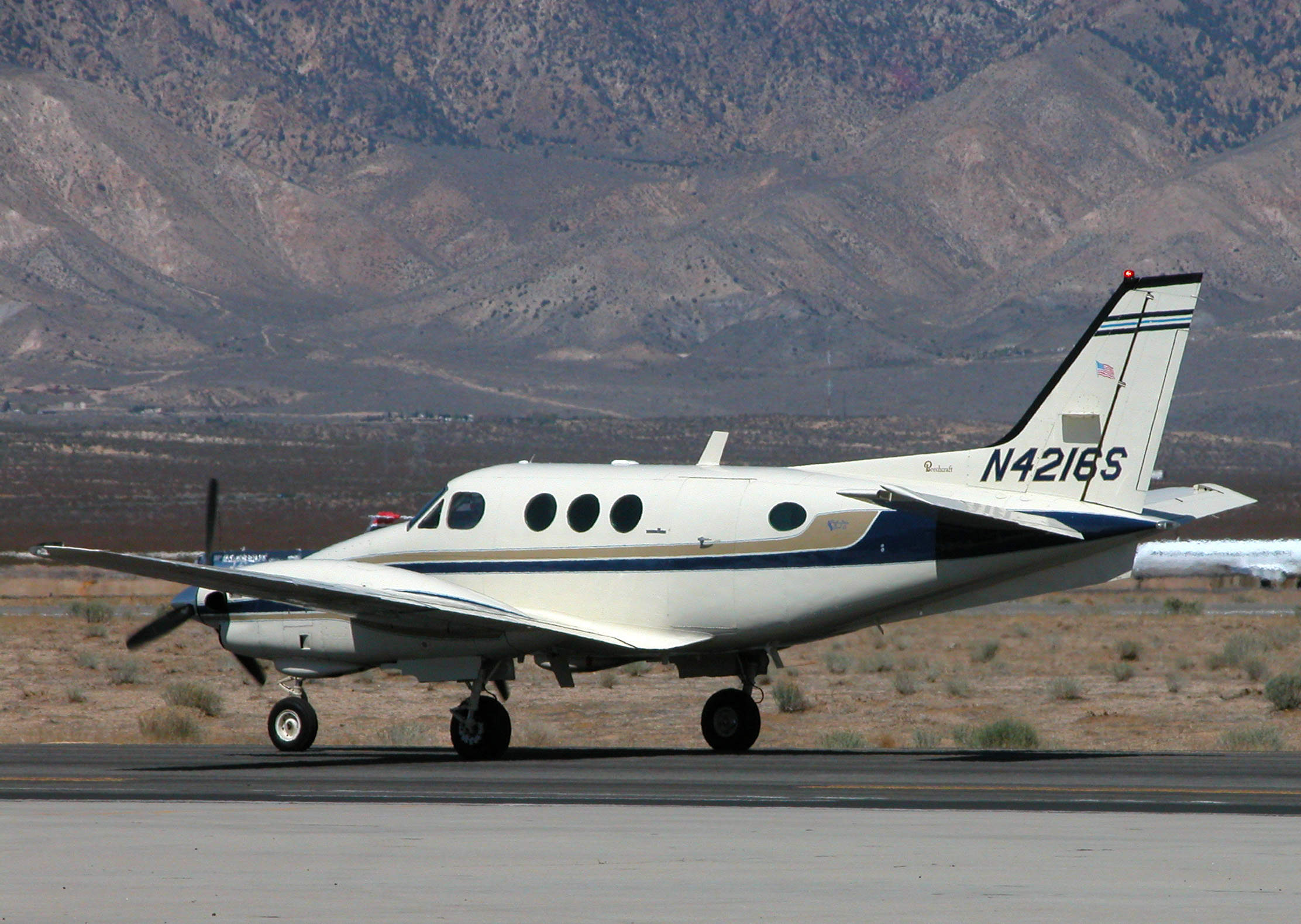
King Air E90

De King Air Model 90 is tussen 1966 en 1983 geleverd in vele uitvoeringen met zowel turboprop motoren van Pratt & Whitney als Garrett van 550-750 pk. Vanaf 1979 werd de T-staart van de model 200 overgenomen en deze exemplaren kregen type-aanduiding F90.

### Specificaties model 90
- Bemanning: 1-2
- Passagiers: 7
- Lengte: 10,82 m
- Spanwijdte: 15,32 m
- Max. gewicht: 4580 kg
- Motoren: 2 x Pratt & Whitney PT6A-135A, 550 pk
- Kruissnelheid: 416 km/u
- Vliegbereik: 2446 km

## King Air model 100

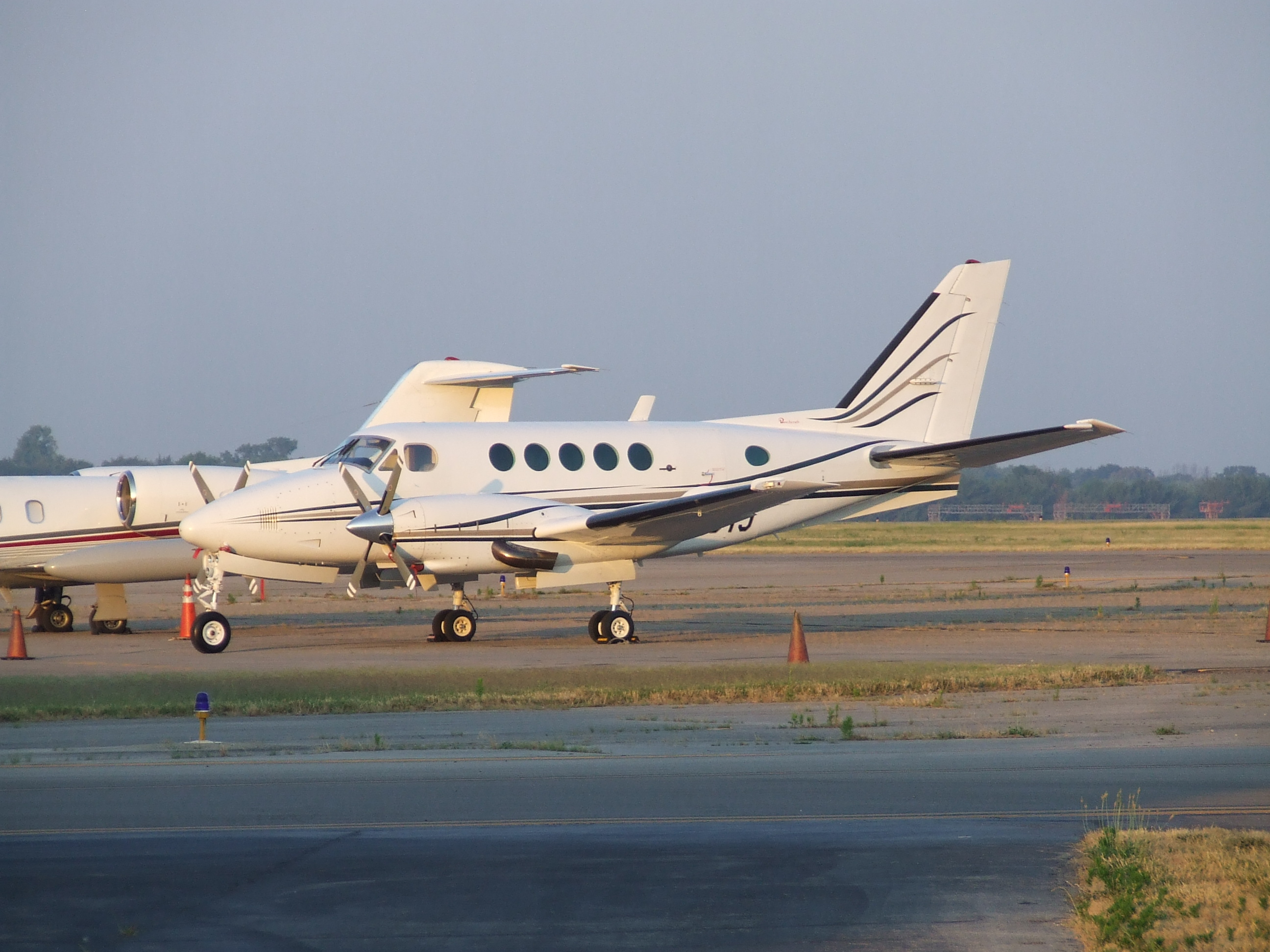
King Air B100, herkenbaar aan de twee extra ramen

De model 100 had een hoger maximum gewicht en was uitgerust met een langere romp en twee extra ramen aan iedere kant. Ze werden geleverd met zowel Pratt & Whitney, Honeywell als Garrett motoren van 680-750 pk. 

### Specificaties model 100
- Bemanning: 1-2
- Passagiers: 13
- Lengte: 12,17 m
- Spanwijdte: 14,0 m
- Max. gewicht: 5352 kg
- Motoren: 2 x Honeywell TPE-331, 715 pk
- Kruissnelheid: 463 km/u
- Vliegbereik: 2455 km

## Super King Air model 200

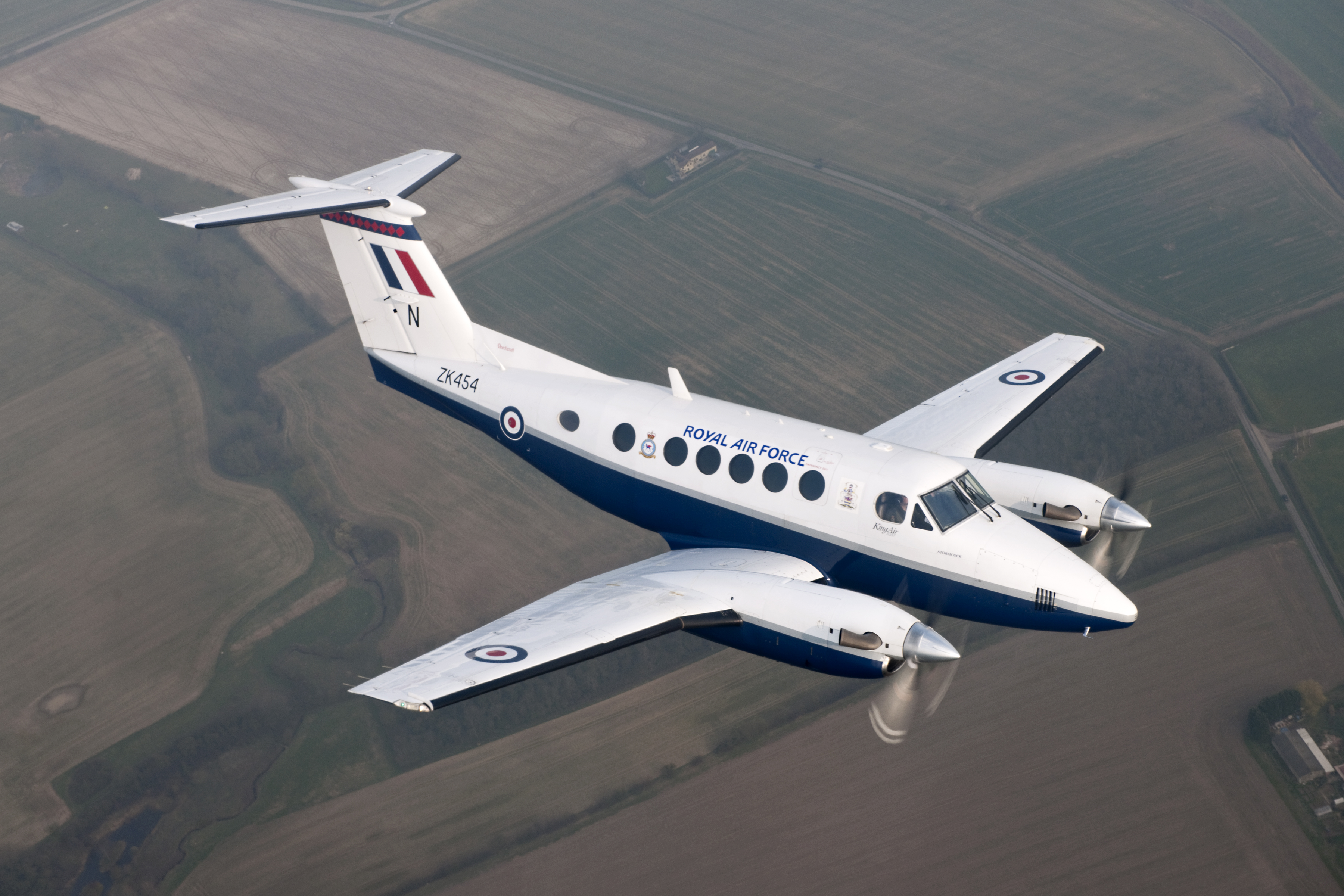
Super King Air B200, duidelijk herkenbaar aan de T-staart plus een langere romp

In 1972 introduceerde Beechcraft de Super King Air model 200.  Dit toestel vliegt sneller en verder dan een King Air 100. Standaard kunnen er 10 passagiers mee. In een speciale versie met de stoelen dichter op elkaar zijn er 13 zitplaatsen voor passagiers beschikbaar. De model 200 wordt geleverd met Pratt & Whitney motoren van 850 pk. De Super King Air is duidelijk herkenbaar aan zijn langere romp met T-staart ten opzichte van een King Air 90 of 100.

### Specificaties model 200
- Bemanning: 1-2
- Passagiers: 10
- Lengte: 13,36 m
- Spanwijdte: 17,65 m
- Max. gewicht: 5670 kg
- Motoren: 2 x Pratt & Whitney PT6A-52, 850 pk
- Kruissnelheid: 501 km/u
- Vliegbereik: 3185 km

## Super King Air model 300

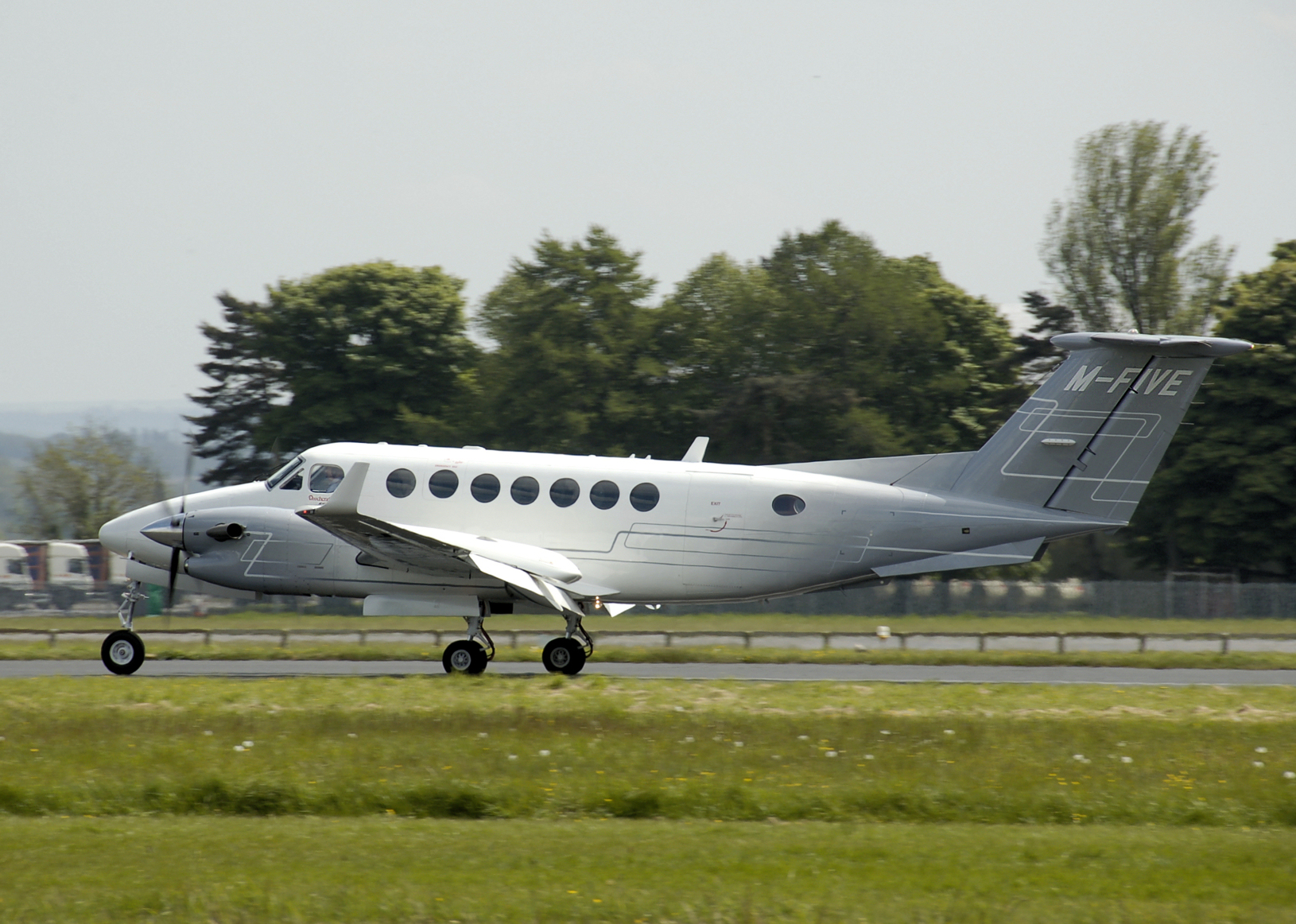
King Air B300

De Super King Air model 300 werd geleverd met grotere Pratt & Whitney motoren van 1050 pk en had verder enkele aanpassingen aan de romp en de motorbeplating.  

### Specificaties model 300
- Bemanning: 1-2
- Passagiers: 11
- Lengte: 14,22 m
- Spanwijdte: 17,65 m
- Max. gewicht: 6804 kg
- Motoren: 2 x Pratt & Whitney PT6A-60A, 1050 pk
- Kruissnelheid: 578 km/u (max)
- Vliegbereik: 3345 km